# Clostera inornata
Clostera inornata is een vlinder uit de familie van de tandvlinders (Notodontidae). De wetenschappelijke naam van de soort is voor het eerst geldig gepubliceerd in 1882 door Neumögen. De soort komt voor in Noord-Amerika.